# Apolytikion
Apolytikion nebo propouštěcí hymnus je tropar (krátký hymnus o jedné sloce) čtený nebo zpívaný při bohoslužbách pravoslavných křesťanů. Apolytikion shrnuje svátek, který se ten den slaví. Zpívá se při nešporách, matutinu a při božské liturgii; a je čtecem recitován během každých malých hodinek. Název pochází ze skutečnosti, že se poprvé zpívá před propuštěním věřících první bohoslužby liturgického dne, neboli (prvních) nešpor.
Ačkoli se výraz apolytikion používá v řečtině, v církevní slovanštině neexistuje žádné ekvivalentní slovo, kde se různě používají výrazy jako propouštěcí tropar, tropar světce, tropar svátku, a tak dále.
Apolytikion by se dal v západní liturgii přirovnat ke kolektě nebo k modlitbě přijímání, jelikož se mění pro každý svátek v roce a specificky připomíná téma svátku, ačkoli tyto západní ekvivalenty se používají pouze při mši svaté (nikoli při dalších bohoslužbách).